# Барнак, Оскар
Оскар Барнак (нем. Oskar Barnack, 1 ноября 1879 года — 16 января 1936 года) — немецкий инженер-оптик и механик.

## Биография
В 1910 году Барнак работал в конструкторском бюро Carl Zeiss, но уволился оттуда через 3 месяца из-за того, что ему было отказано в медицинской страховке.

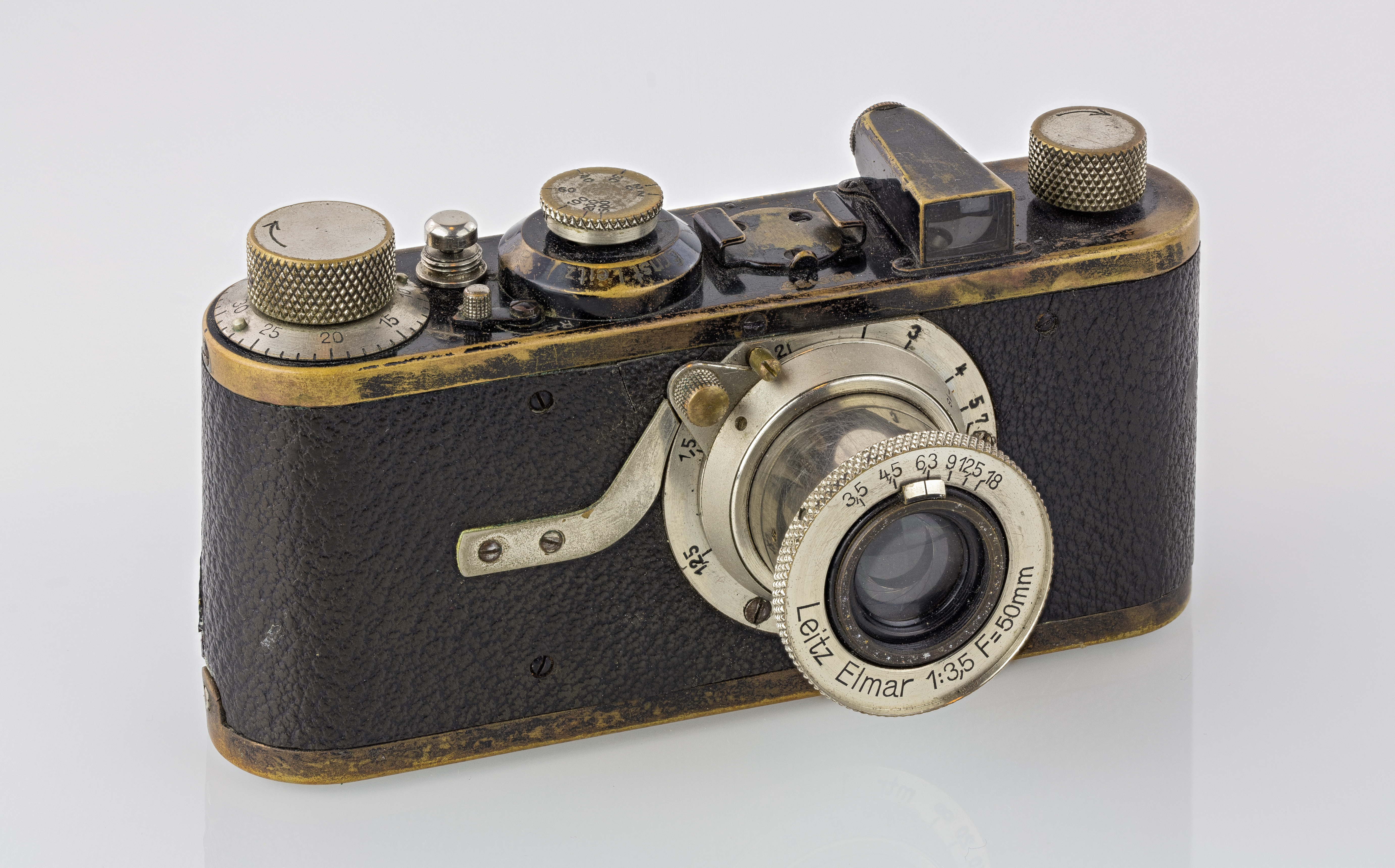
Leica I, 1927

С 1911 года работал в компании Leitz (Optisches Institut Ernst Leitz, Вецлар, Германия). Известен как создатель первого массового малоформатного фотоаппарата, разработанного в 1923 году (первый прототип — «Ur-Leica» — был создан в 1913—1914 годах) и поступившего в продажу в 1925 году. Фотоаппарат получил название Leica (от Leitz Camera — камера Лейтца).

## Память
В родном городе Барнака — Линоу (Нуте-Урштромталь, Бранденбург, Германия) — открыт музей его имени (нем. Oskar-Barnack-Museum).